# 새미 맥킴

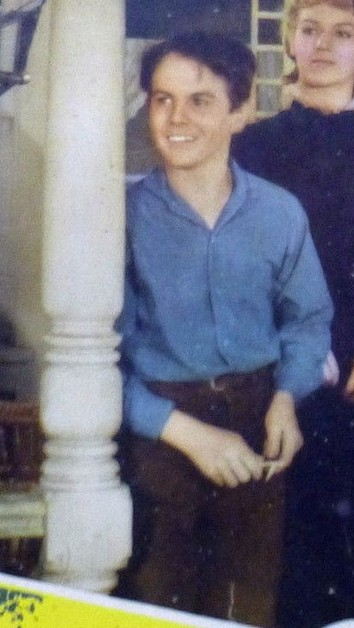

새미 맥킴(Sammy McKim, 1924년 12월 20일 ~ 2004년 7월 9일)은 캐나다의 배우이다.
밴쿠버에서 태어났으며 버뱅크에서 사망하였다. 사인은 심근 경색으로 밝혀졌다.

## 영화
- 맨 위드 더 스틸 위프 (1954년)
- 배틀 서커스 (1953년)
- 나이스 걸 (1941년)
- 딕 트레이시스 G-멘 (1939년)
- 론 레인저 (1938년)